# Pirkko Moisala
Pirkko Marjatta Moisala, född 14 november 1953 i Taivalkoski, är en finländsk musikvetare.
Moisala är utbildad vid Helsingfors universitet där hon blev filosofie magister 1982 och filosofie licentiat 1988, samt vid Åbo universitet där hon blev filosofie doktor i musikvetenskap 1991. Hon tjänstgjorde som professor i musikvetenskap vid Åbo universitet 1997 och 2007–2008 och vid Åbo Akademi 1998–2007. År 2008 tillträdde hon professorsstolen vid Helsingfors universitet; hon pensionerade år 2018.
Moisalas forskningsintressen kretsar bland annat kring urbefolkningarnas folkmusik samt genusperspektiv på musikforskning.